# Estaing, Hautes-Pyrénées
Estaing là một xã thuộc tỉnh Hautes-Pyrénées trong vùng Occitanie tây nam nước Pháp. Xã này nằm ở khu vực có độ cao trung bình 1000 mét trên mực nước biển.

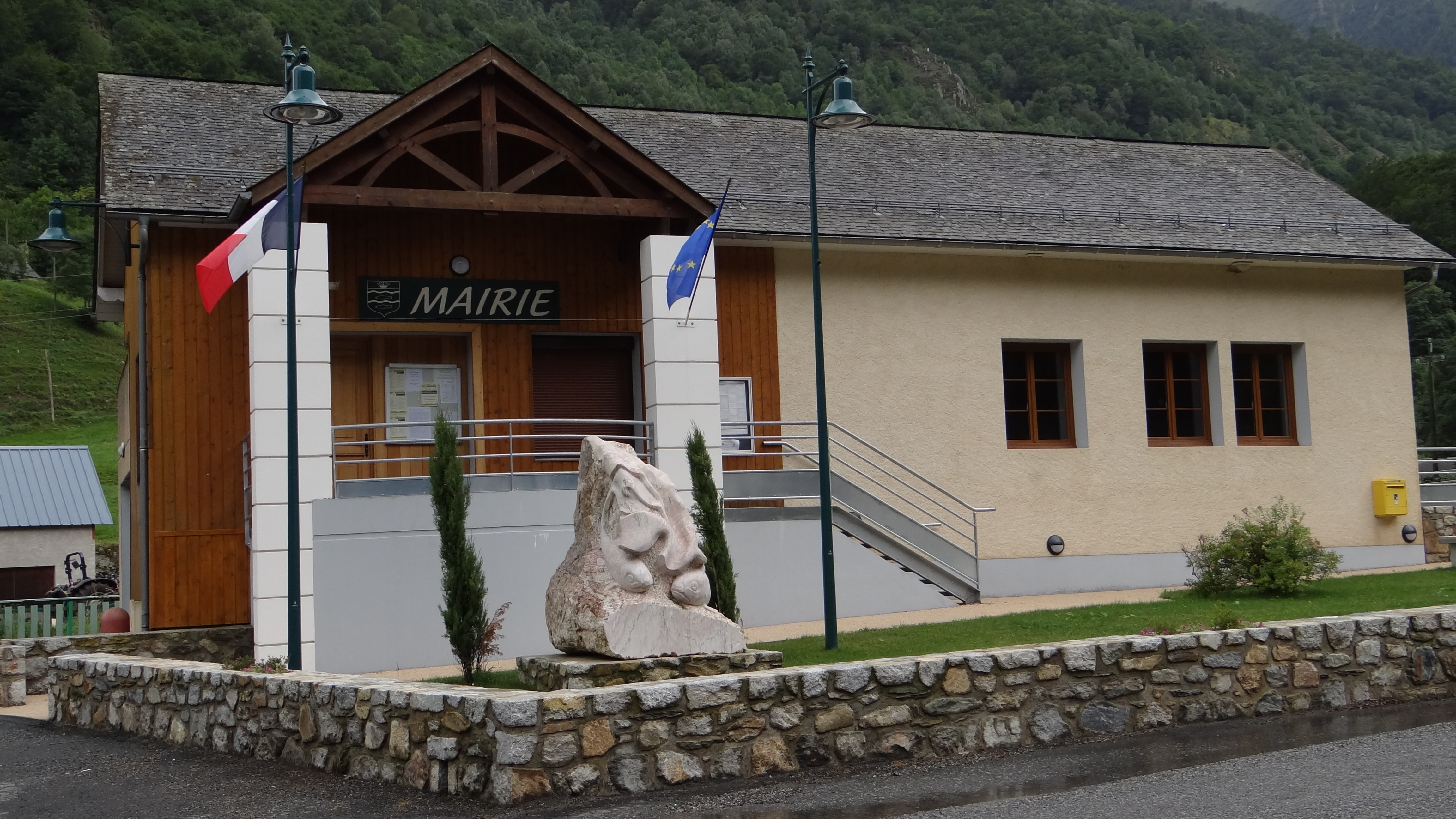
Estaing - la Mairie